# Ostroszowce
Ostroszowce (Trachinoidei) – podrząd ryb okoniokształtnych.

## Klasyfikacja
Rodziny zaliczane do tego podrzędu:
Ammodytidae – Champsodontidae – Cheimarrhichthyidae – Chiasmodontidae – Creediidae – Leptoscopidae – Percophidae – Pholidichthyidae – Pinguipedidae – Trachinidae – Trichodontidae – Trichonotidae – Uranoscopidae